# Los Baños
Los Baños is een gemeente in de Filipijnse provincie Laguna op het eiland Luzon. Bij de laatste census in 2010 telde de gemeente bijna 102 duizend inwoners.

## Geografie

### Bestuurlijke indeling
Los Baños is onderverdeeld in de volgende 14 barangays:
| - Anos - Bagong Silang - Bambang - Batong Malake - Baybayin - Bayog - Lalakay | - Maahas - Malinta - Mayondon - Putho-Tuntungin - San Antonio - Tadlac - Timugan |

## Demografie
Los Baños had bij de census van 2010 een inwoneraantal van 101.884 mensen. Dit waren 3.253 mensen (3,3%) meer dan bij de vorige census van 2007. Ten opzichte van de census van 2000 was het aantal inwoners gegroeid met 19.857 mensen (24,2%). De gemiddelde jaarlijkse groei in die periode kwam daarmee uit op 2,19%, hetgeen hoger was dan het landelijk jaarlijks gemiddelde over deze periode (1,90%).

De bevolkingsdichtheid van Los Baños was ten tijde van de laatste census, met 101.884 inwoners op 54,22 km², 1879,1 mensen per km².